# Segundo V. Linares Quintana
Segundo V. Linares Quintana (nacido como Segundo Víctor Linares Quintana; La Plata, 7 de agosto de 1909 – Buenos Aires, 2 de enero de 2013) fue un jurista constitucionalista, académico, profesor universitario y abogado argentino.

## Actividad profesional
Egresó de la  Facultad de Derecho y Ciencias Sociales de la Universidad de Buenos Aires en 1933 y obtuvo el título de Doctor en Jurisprudencia en la misma Facultad en 1936.
Se especializó en ciencia política y en Derecho constitucional, campos en los cuales se dedicó a la investigación y a la docencia universitaria, que ejerció durante más de tres décadas en importantes universidades de Argentina y de otros países. 
Escribió muchos libros y artículos, entre los que se destacan  Tratado de la Ciencia del Derecho Constitucional en nueve volúmenes; Gobierno y Administración de la República Argentina e Historia y Teoría Constitucional.

## Ejercicio de cargos estatales
En la función pública fue asesor legislativo de la Biblioteca del Congreso de la Nación Argentina, 1931/1942, director general del Departamento del Trabajo de la Provincia de Buenos Aires, 1942, director general de Establecimientos Penales de la Provincia de Buenos Aires, 1943, director general de Asuntos Jurídicos del Ministerio del Interior (1955/1956 y 1963/1966), abogado asesor de la Presidencia y Directorio del Banco de la Provincia de Buenos Aires, 1961/1966.-

## Actuación en instituciones
Fue presidente de las Academias Nacionales de Derecho y Ciencias Sociales de Buenos Aires y de la de Ciencias Morales y Políticas; y miembro de la de Ciencias de Buenos Aires. Fundó y presidió en 1957, la Asociación Argentina de Ciencia Política, la que se afilió a la International Political Science Associación, entidad esta última de la que fue vocal del comité ejecutivo y presidió la delegación argentina al IV Congreso Mundial de Ciencia Política, organizada por el nombrado ente internacional, en Roma en 1959.

## Actividad docente
Por concurso fue designado en 1934 profesor adscripto en la Universidad de Buenos Aires, luego profesor adjunto y, más adelante, profesor ordinario titular de Derecho Constitucional Argentino y Comparado. Al mismo tiempo, en la Universidad Nacional de La Plata tuvo una carrera similar, llegando a ser profesor titular de Derecho Constitucional y de Derecho Público, Provincial y Municipal. En esta última universidad se creó a su iniciativa una “Licenciatura especializada en Ciencia Política y Derecho Constitucional Comparado” dependiente de su Instituto del mismo nombre cuya dirección asumió y en el que dictó en su carácter
de profesor titular la apuntada materia. Posteriormente fue nombrado profesor emérito de ambas universidades.
En 1951 al sentir que le limitaban libertad para expresar su pensamiento desde la cátedra universitaria, renunció a sus cargos y aceptó una invitación de la Universidad de North Carolina, en la que enseñó en 1951/1952 y 1953/1954. Dejó esa universidad para retornar en 1956 a sus cargos en la Universidad de Buenos Aires.
También estuvo vinculado a universidades privadas: fue decano organizador de la Facultad de Ciencias Jurídicas y Políticas y Economía de la Universidad del Museo Social Argentino y profesor Extraordinario de Derecho Constitucional en la Universidad Católica de La Plata,

## Premios y designaciones honoríficas
- Premio "Accésit" (Recomendación al Premio "Facultad"), otorgado por la Facultad de Derecho y Ciencias Sociales de la Universidad de Buenos Aires, 1936.
- Premio "Dr. Mario A. Carranza" (a la mejor tesis de derecho constitucional), otorgado por la Facultad de Derecho y Ciencias Sociales de la Universidad de Buenos Aires, 1936.
- Premio "B. Nazar Anchorena" (a la mejor obra sobre derecho público), otorgado por la Academia Nacional de Derecho y Ciencias Sociales de Buenos Aires por su libro Gobierno y Administración de la República Argentina, 1948.
- Premio "Dr. José A. Terry", otorgado por la Academia Nacional de Derecho y Ciencias Sociales de Buenos Aires por su libro El Poder Impositivo y la Libertad Individual: La Causa Constitucional de la Contribución, 1950.
- Primer premio nacional de ciencias de la República Argentina, en la especialidad Derecho, Ciencias Políticas y Sociales, correspondiente al período 1955/1957, por su obra Tratado de la Ciencia del Derecho Constitucional argentino y comparado, 9 volúmenes.
- Premio Fundación Bunge y Born en “Derecho”, 1981, al jurisconsulto que más se destacó en el país durante los últimos ocho años.
- Laurel de Plata (a la personalidad del año: Académico), otorgado por el Rotary Club de Buenos Aires, 1987.
- Doctor en Derecho Honoris Causa de la Universidad de North Carolina, Chapell Hill, Carolina del Norte, Estados Unidos.
- Premio Konex de Platino en Humanidades -Derecho Constitucional - 1996
- Premio Konex de Honor en Humanidades a la personalidad fallecida en la última década más relevante en la actividad - 2016[1]